# Powiat lidzki (II Rzeczpospolita)
Powiat lidzki – powiat województwa nowogródzkiego II Rzeczypospolitej.
Wcześniej powiat guberni wileńskiej Imperium Rosyjskiego.
21 maja 1929 roku dziesięć gmin powiatu wyłączono do nowo utworzonego powiatu szczuczyńskiego.
Częściowo pokrywa się z nim dzisiejszy rejon lidzki Białorusi.

## Demografia
W grudniu 1919 roku powiat lidzki okręgu wileńskiego ZCZW zamieszkiwało 186 060 osób. Na jego terytorium znajdowało się 1936 miejscowości, z których 7 miało ponad 1–5 tys. mieszkańców, a jedna powyżej 10 tys. Była nią Lida z 11 365 mieszkańcami.

## Oświata
W powiecie lidzkim okręgu wileńskiego ZCZW w roku szkolnym 1919/1920 działało 116 szkół powszechnych i 3 szkoły średnie. Ogółem uczyło się w nich 7267 dzieci i pracowało 177 nauczycieli.

## Podział administracyjny

### Gminy
- gmina Aleksandrowo
- gmina Bielica
- gmina Bieniakonie
- gmina Dokudowo
- gmina Dziembrów[3]
- gmina Ejszyszki
- gmina Honczary[4]
- gmina Koniawa[5]
- gmina Lebioda Wielka[3]
- gmina Lida
- gmina Myto
- gmina Nowy Dwór[3]
- gmina Orla[3]
- gmina Ostryna[3]
- gmina Raduń
- gmina Różanka[3]
- gmina Sobakińce[3]
- gmina Szczuczyn[3]
- gmina Tarnowo
- gmina Wasiliszki[3]
- gmina Zabłoć
- gmina Żołudek[3]
- gmina Żyrmuny
- gmina Woronowo[6]
- gmina Mackiszki[7]
- gmina Siedliszcze[8]
- gmina Subotniki[9]
- gmina Lipniszki[9]
- gmina Wawiórka[10]
- gmina Orany[11]
- gmina Iwje[9]

### Miasta
- Lida
- Ejszyszki

## Starostowie[12]
- Stanisław Zdanowicz (17 IV 1919 – 1927)[13]
- Henryk Bogatkowski (1927 – 1933)[14][15]
- Henryk Bieńkiewicz (1934 – VII 1935)
- Józef Czuszkiewicz (VII 1935 – 1937)
- Tadeusz Miklaszewski (1937)
- Stanisław Gąssowski (1937 – IX 1939)